# Tony Allen
Anthony "Tony" Allen (Chicago, Illinois, 11 de enero de 1982) es un exbaloncestista estadounidense que disputó 15 temporadas en la NBA. Con 1,93 metros jugaba en la posición de escolta y es reconocido como un excelente defensor de perímetro.

## Trayectoria deportiva

### Universidad
De 2000 a 2002 Allen participó en competiciones de junior college (NJCAA) con Butler County Community College en su año freshman y para Wabash Valley College en su año sophomore.
Ya en sus años júnior y sénior (2003-2004) jugó para Oklahoma State University guiando a los Cowboys hasta NCAA Final Four de 2004 y nombrado mejor jugador de la conferencia Big 12.

#### Estadísticas
| Año     | Equipo         | PJ | PT | MPP  | %TC  | %3P  | %TL  | RPP | APP | ROB | TPP | PPP  |
| ------- | -------------- | -- | -- | ---- | ---- | ---- | ---- | --- | --- | --- | --- | ---- |
| 2002–03 | Oklahoma State | 32 | 28 | 31.2 | .447 | .395 | .691 | 5.4 | 2.7 | 1.9 | .8  | 14.4 |
| 2003–04 | Oklahoma State | 35 | 34 | 31.6 | .504 | .297 | .675 | 5.5 | 3.1 | 2.1 | .9  | 16.0 |
| Total   | Total          | 67 | 62 | 31.4 | .477 | .347 | .682 | 5.5 | 2.9 | 2.0 | .8  | 15.3 |

### Profesional
Fue seleccionado por los Celtics en la posición 25 del Draft de la NBA de 2004. En su primera temporada en la liga, fue seleccionado para disputar el partido Rookies vs. Sophomores durante el fin de semana del All-Star, junto a su compañero de equipo Al Jefferson. Ese año, promedió 6.4 puntos y 2.9 rebotes por partido.
En enero de 2007 tuvo una grave lesión en el ligamento cruzado anterior que le hizo perderse gran parte de la temporada. Tras ganar el anillo de campeón con los Celtics en 2008, en julio de ese año fue renovado por el club por dos temporadas más, por cinco millones de dólares.
En julio de 2010 firmó un contrato de tres años con Memphis Grizzlies.
El 15 de julio de 2013, Allen firma un nuevo contrato con los Grizzlies por 4 años y $20 millones.
Tras siete temporadas en Memphis siendo titular, en las que fue nombrado para los mejores equipos defensivos de la liga, el 12 de octubre de 2017, los Grizzlies anuncian que retirarán el dorsal número 9 en honor a Tony Allen, cuando éste se retire.
El 15 de septiembre de 2017, Allen firmó con los New Orleans Pelicans. Tras media temporada, el 1 de febrero de 2018, Allen fue traspasado, junto con Ömer Aşık y Jameer Nelson a Chicago Bulls a cambio de Nikola Mirotić. Ocho días más tarde, Allen es cortado por Chicago, sin llegar a disputar un solo encuentro con los Bulls.

## Estadísticas de su carrera en la NBA
|  | Denota temporada en la que fue Campeón de la NBA |

### Temporada regular
| Año     | Equipo      | PJ  | PT  | MPP  | %TC  | %3P  | %TL  | RPP | APP | ROB | TPP | PPP  |
| ------- | ----------- | --- | --- | ---- | ---- | ---- | ---- | --- | --- | --- | --- | ---- |
| 2004-05 | Boston      | 77  | 34  | 16.4 | .475 | .387 | .737 | 2.9 | .8  | 1.0 | .3  | 6.4  |
| 2005-06 | Boston      | 51  | 9   | 19.2 | .471 | .324 | .746 | 2.2 | 1.3 | 1.0 | .3  | 7.2  |
| 2006-07 | Boston      | 33  | 18  | 24.4 | .514 | .242 | .784 | 3.8 | 1.7 | 1.5 | .4  | 11.5 |
| 2007-08 | Boston      | 75  | 11  | 18.3 | .434 | .316 | .762 | 2.2 | 1.5 | .8  | .3  | 6.6  |
| 2008-09 | Boston      | 46  | 2   | 19.3 | .482 | .222 | .725 | 2.3 | 1.4 | 1.2 | .5  | 7.8  |
| 2009-10 | Boston      | 54  | 8   | 16.5 | .510 | .000 | .605 | 2.7 | 1.3 | 1.1 | .4  | 6.1  |
| 2010-11 | Memphis     | 72  | 31  | 20.8 | .510 | .174 | .753 | 2.7 | 1.4 | 1.8 | .6  | 8.9  |
| 2011-12 | Memphis     | 58  | 57  | 26.3 | .469 | .308 | .800 | 4.0 | 1.4 | 1.8 | .6  | 9.8  |
| 2012-13 | Memphis     | 79  | 79  | 26.7 | .445 | .125 | .717 | 4.6 | 1.2 | 1.5 | .6  | 8.9  |
| 2013-14 | Memphis     | 55  | 28  | 23.2 | .494 | .234 | .628 | 3.8 | 1.7 | 1.6 | .3  | 9.0  |
| 2014-15 | Memphis     | 63  | 41  | 26.2 | .495 | .345 | .627 | 4.4 | 1.4 | 2.0 | .5  | 8.6  |
| 2015-16 | Memphis     | 64  | 57  | 25.3 | .458 | .357 | .652 | 4.6 | 1.1 | 1.7 | .3  | 8.4  |
| 2016-17 | Memphis     | 71  | 66  | 27.0 | .461 | .278 | .615 | 5.5 | 1.4 | 1.6 | .4  | 9.1  |
| 2017-18 | New Orleans | 22  | 0   | 12.4 | .484 | .333 | .524 | 2.1 | .4  | .5  | .1  | 4.7  |
| Total   | Total       | 820 | 441 | 22.0 | .475 | .282 | .709 | 3.5 | 1.3 | 1.4 | .4  | 8.1  |

### Playoffs
| Año   | Equipo  | PJ  | PT | MPP  | %TC  | %3P  | %TL   | RPP | APP | ROB | TPP | PPP  |
| ----- | ------- | --- | -- | ---- | ---- | ---- | ----- | --- | --- | --- | --- | ---- |
| 2005  | Boston  | 7   | 3  | 12.9 | .444 | .000 | .429  | 1.7 | .3  | .4  | .3  | 2.7  |
| 2008  | Boston  | 15  | 0  | 4.3  | .563 | .000 | .400  | .2  | .2  | .1  | .0  | 1.3  |
| 2009  | Boston  | 10  | 0  | 6.0  | .500 | .000 | 1.000 | .9  | .3  | .2  | .0  | .9   |
| 2010  | Boston  | 24  | 0  | 16.3 | .480 | .000 | .778  | 1.7 | .7  | 1.0 | .6  | 5.1  |
| 2011  | Memphis | 13  | 13 | 26.9 | .426 | .143 | .659  | 2.9 | 1.5 | 1.9 | .4  | 8.8  |
| 2012  | Memphis | 7   | 7  | 24.3 | .400 | .000 | .706  | 3.1 | .7  | 1.3 | 1.0 | 6.9  |
| 2013  | Memphis | 15  | 15 | 28.1 | .432 | .250 | .759  | 6.1 | 1.8 | 2.0 | .3  | 10.3 |
| 2014  | Memphis | 7   | 1  | 32.9 | .486 | .000 | .762  | 7.7 | 1.3 | 1.7 | .1  | 12.3 |
| 2015  | Memphis | 10  | 9  | 27.9 | .491 | .143 | .750  | 5.2 | 1.5 | 2.4 | 1.1 | 6.6  |
| 2016  | Memphis | 4   | 2  | 23.5 | .303 | .143 | .692  | 2.8 | .8  | 1.3 | .5  | 7.5  |
| Total | Total   | 112 | 50 | 19.2 | .447 | .106 | .716  | 3.0 | .9  | 1.2 | .4  | 6.0  |

## Logros y reconocimientos
Universidad
- Jugador del Año de la Big 12 (2004)

NBA
- Campeón de la NBA (2008)
- 3 veces Mejor quinteto defensivo de la NBA (2012, 2013 y 2015)
- 3 veces 2.º Mejor quinteto defensivo de la NBA (2011, 2016 y 2017)
- Dorsal #9 retirado por los Grizzlies

## Vida personal
En septiembre de 2021, se anunció que el 28 de enero de 2022, los Grizzlies retirarían el número 9 en su honor.
En octubre de 2021, el fiscal del Distrito Sur de Nueva York, Audrey Strauss, imputó a Tony, junto a otros diecisiete exjugadores de la NBA, dentro de una trama de fraude del plan de la NBA de seguro médico y prestaciones para veteranos, que rondaría los $4 millones. Según la acusación, los exbaloncestistas se confabularon para defraudar el plan mediante la presentación de recibos falsos y fraudulentos, con el fin de recibir reembolsos por atención médica y dental, que nunca recibieron. El 8 de agosto de 2023 fue sentenciado a tres años de libertad condicional y servicio comunitario con supervisión, evitando la prisión por completo, debido a que devolvió la mayor parte de los 420 000 dólares que se había apropiado ilegalmente antes de ser arrestado. El arresto en 2021 fue considerado la principal razón por la que el número 9 de Allen no se retiró durante la temporada 2021-22 junto con su compañero de equipo Zach Randolph y, en cambio, se retrasó hasta el 15 de marzo de 2025, en un partido contra Miami Heat.
El 28 de noviembre de 2021 fue acusado de agresión doméstica, vandalismo doméstico e interferencia con llamadas de emergencia en relación con un incidente que involucró a su esposa. En enero de 2022, los cargos fueron desestimados.